# 臺灣橙蝦蛄
臺灣橙蝦蛄（学名：Faughnia formosae）为仿蝦蛄科橙蝦蛄屬下的一个种。